# Izvorul Rece, Dolj
Izvorul Rece este un sat ce aparține municipiului Craiova din județul Dolj, Oltenia, România. Acesta se află pe Calea Severinului aproape de intrarea pe Centura de Nord.
 Acest articol despre o localitate din județul Dolj este deocamdată un ciot. Puteți ajuta Wikipedia prin completarea lui.